# Грохот з гнучким ситом

Грохот з гнучким ситом конструктивно подібний до грохота з еластичною пружно-деформованою просіювальною поверхнею.
Усе сито по довжині поділено на декілька ділянок, які зістиковані на планках. Кожна з планок закріплена на кінцях важелів здатних повертатись на своїх осях. Парні важелі з'єднуються між собою одним спільним спарником, непарні — другим. Спарники приводяться у зворотно-поступальний рух від кривошипно-шатунного механізму таким чином, що вони завжди переміщуються у протилежні сторони. В результаті парні і непарні важелі поперемінно зближаються і розходяться, а відповідні дільники сита провисають і розтягуються, що приводить до самоочищення чарунок сита й інтенсифікації процесу розсіву.